# Hamide ibne Iaçal
Hamide ou Humaide ibne Iaçal (Hamid ibn Yasal) foi um general berbere mecnassa do século X, ativo no Magrebe Central em nome do Califado Fatímida da Ifríquia e depois pelo Califado de Córdova do Alandalus. Teve seu papel na tentativa de suprimir a revolta de Muça ibne Abul Afia, mas em decorrência de sua prisão ordenada pelos fatímidas, ao ser liberto bandeia para os cordoveses e ajuda-os a impor sua autoridade sobre o Magrebe Central. Teve pouco sucesso em sua expedição contra Tierte em 947 e foi obrigado a voltar para o Alandalus.

## Vida

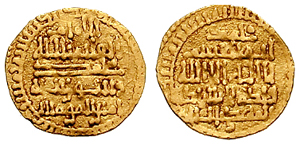
Dinar de Alcaim Biamir Alá r.

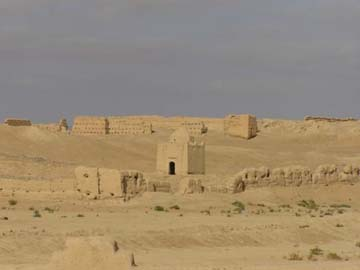
Ruínas de Sijilmassa

Hamide era filho de Iaçal e sobrinho de Maçala. Em 932, quando servia como governador de Tierte, o califa Ubaide Alá (r. 909–934) deu ordens que derrotasse Muça ibne Abul Afia, que declarou apoio ao Califado de Córdova do Alandalus. Próximo a planície de Maçune, pouco a leste de Taza, derrotou Muça, que foi obrigado a fugir e deixar a recém-tomada Fez a Hamide, onde recolocou o governador fatímida. Porém, logo que Hamide voltou à Ifríquia, Muça recuperou a autoridade cordovesa sobre o Magrebe Ocidental e Hamide foi preso em Mádia sob ordens califais. Sob Alcaim Biamir Alá (r. 934–946), recuperou sua liberdade e fugiu a Córdova, onde chegou em 939 e ofereceu ajuda ao califa Abderramão III (r. 912–961).
No tempo da revolta nucarita de Abu Iázide (944–947), Hamide voltou ao Magrebe e capturou Tierte, com assistência cordovesa, em 947. Em 20 de setembro, o califa fatímida Ismail Almançor (r. 946–953) apareceu diante da cidade para enfrentá-lo, mas Hamide já havia partido, alegadamente voltando de navio para o Alandalus via Tenés. Ismail entrou em Tierte, exumou e incendiou os ossos de Maçala e Iaçal e queimou o mimbar da mesquita local. Tempos depois, Hamide reaparece em Sijilmassa, no Magrebe Ocidental, onde foi instalado temporariamente como governador na cidade por Abedal Maleque Almuzafar, filho do hájibe cordovês Almançor, em substituição de Uanudine ibne Cazerune.